# Clitoria steyermarkii
Clitoria steyermarkii là một loài thực vật có hoa trong họ Đậu. Loài này được Fantz miêu tả khoa học đầu tiên.